# Provincia de Muchinga
La provincia de Muchinga es una de las diez provincias de Zambia. Se encuentra en el noreste del país y tiene fronteras con la provincia del Norte y Tanzania al norte, Malaui en el este, la provincia Oriental al sur, la provincia Central en el suroeste, y la provincia de Luapula en el oeste. La capital provincial es Chinsali. La población de la provincia en 2010 era de 711 657 habitantes.
El nombre de la provincia se origina en los montes Muchinga.

## Geografía
La provincia tiene una forma alargada, en dirección suroeste a noreste y está situado a ambos lados de los montes Muchinga, que sirven como una división entre las cuencas del río Zambeze (océano Índico) y el río Congo (océano Atlántico). Los principales ríos de la provincia son el río Luangwa, un importante afluente del Zambeze, y el río Chambeshi, afluente del lago Bangweulu en la cuenca de drenaje del Congo. La fuente del Luangwa se encuentra en la provincia.
Tres parques nacionales se encuentran en la provincia: el Parque nacional Lavushi Manda, el Parque nacional Luangwa del Norte, y el Parque nacional Luangwa del Sur. Este último se comparte con las provincias Central y Oriental.

## Historia
La creación de la provincia fue anunciada por el presidente Michael Sata en octubre de 2011. En noviembre de 2011, el presidente nombró a Malozo Sichone como ministro de la provincia de Muchinga. El Parlamento aprobó la creación de la provincia en una fecha posterior.
La provincia constaba originalmente de cinco distritos. el distrito de Chama fue trasladado de la Provincia Oriental, y los otros cuatro distritos fueron transferidos de la provincia del Norte. En 2013, el distrito de Mafinga fue creado segregándose del distrito de Isoka. Desde entonces, el distrito de Chama ha regresado a la provincia Oriental.

## Distritos
La provincia se divide en 8 distritos:
- Chinsali
- Isoka
- Kanchibiya
- Lavushimanda
- Mafinga
- Mpika
- Nakonde
- Shiwang'andu